# Бурлакова Віра Миколаївна
Віра Миколаївна Бурлакова (1 травня 1924 , Ленінград  — 28 лютого 2017 , Москва ) — радянська актриса театру і кіно.

## Біографія
Народилася 1 травня 1924 року в Ленінграді.
У 1949 році закінчила ВДІК і відразу ж увійшла до штату кіностудії «Мосфільм» та Театру-студії кіноактора, в якому перебувала до 1990 року.
Зніматися почала в тому ж 1949 році. Зазвичай це були невеликі епізодичні ролі, в яких вона з'являлася в оточенні головних героїв фільму. Найпомітніша з них — мати у фільмі «Нахальонок», який був знятий 1961 року режисером Євгеном Кареловим за оповіданням Михайла Шолохова.
Була одружена з актором Олександром Смирновим.
Померла 28 лютого 2017 року Москві. Похована на Химкінському кладовищі.

## Фільмографія
1. 1949 — Алітет іде в гори —  епізод
2. 1950 — Далеко від Москви —  комсомолка
3. 1950 — Донецькі шахтарі —  епізод
4. 1951 — Сільський лікар —  секретар
5. 1951 — Спортивна честь —  дівчина в ресторані
6. 1954 — Вірні друзі —  епізод
7. 1954 — Школа мужності —  епізод
8. 1956 — Вони були першими —  епізод
9. 1957 — Вони зустрілися на шляху —  епізод
10. 1957 — Поєдинок —  епізод
11. 1957 — Саша вступає в життя —  скотарка
12. 1957 — Ходіння по муках. Серія 1. Сестри —  Ліза
13. 1957 — Випадок на шахті вісім —  секретарка
14. 1958 — Людина з планети Земля —  епізод
15. 1959 — Балада про солдата —  епізод
16. 1959 — Сварка в Лукашах —  дружина Копилова
17. 1959 — Ходіння по муках. Серія 3. Похмурий ранок —  епізод
18. 1960 —  1961 — Воскресіння —  сторожиха
19. 1960 — Помста (короткометражний) —  епізод
20. 1960 — Чудотворна —  Катерина М'якишева
21. 1961 — Дуель —  Ольга
22. 1961 — Нахабеня (телефільм) —  мати
23. 1962 — Вступ —  кондуктор
24. 1962 — Суд —  секретар суду
25. 1963 — Без страху і докору —  працівниця пошти
26. 1963 — Секретар обкому —  епізод
27. 1963 — Це сталося в міліції —  мати п'є хлопця
28. 1964 — Велика руда —  мати Наташі
29. 1964 — Дайте книгу скарг —  матуся з дітьми в кафе
30. 1964 — Зачарована Десна —  епізод
31. 1964 — Голова —  секретарка
32. 1965 — Наш дім —  пасажирка
33. 1965 — Вони не пройдуть —  епізод
34. 1965 — Совість —  жінка на зборах
35. 1966 — Ні і так —  епізод
36. 1966 — Поганий анекдот —  епізод
37. 1967 — Анна Кареніна —  Аннушка
38. 1967 — По Русі —  сільська баба
39. 1967 — Шлях в «Сатурн» —  Віра
40. 1968 — Зигзаг удачі —  член тиражної комісії
41. 1968 — Перша дівчина —  мати Сани
42. 1969 — Увага, черепаха! —  нянечка
43. 1969 — Золото —  дружина лісника
44. 1969 — Чайковський —  дама
45. 1970 — Потяг у завтрашній день —  працівниця Раднаркому
46. 1970 — Розплата —  мікробіолог
47. 1972 — Бій після перемоги —  епізод
48. 1972 — Ковадло або молот —  Магдалена
49. 1972 — Людина на своєму місці —  мати Боброва
50. 1973 — Справи сердечні —  дорожня робоча
51. 1974 — Шукаю свою долю —  епізод
52. 1974 — Злива —  епізод
53. 1975 — Без права на помилку —  колгоспниця
54. 1975 — На край світу… —  епізод
55. 1976 — Ви мені писали... —  працівниця фабрики
56. 1976 — Повість про невідомого актора —  актриса
57. 1976 — Ти — мені, я — тобі —  секретарка
58. 1977 — Гонки без фінішу —  епізод
59. 1977 — Приїзжа —  жителька села
60. 1977 — Службовий роман —  член інвентаризаційної комісії
61. 1977 — Трясовина —  епізод
62. 1978 — П'ята пора року —  Монахова
63. 1979 — Маленькі трагедії (Телефільм) —  актриса
64. 1980 — Кіноальманах «Молодість». Новела «Ангел мій» (короткометражний) —  сусідка
65. 1979 — Батько і син —  Настя
66. 1981 — Від зими до зими —  секретар міністра
67. 1982 — Надія і опора —  Тетяна Сергіївна
68. 1982 — Не було печалі —  ліфтерша
69. 1982 — Покровські ворота (Телефільм) —  чергова
70. 1982 — Людина, яка закрила місто —  епізод
71. 1983 — Вічний поклик (Телефільм) —  епізод
72. 1983 — Летаргія —  пасажирка електрички
73. 1983 — Прости мене, Альоша! —  бабуся
74. 1984 — Успіх —  актриса
75. 1985 — Дикий хміль —  працівниця взуттєвої фабрики
76. 1985 — Із життя Потапова —  епізод
77. 1985 — Поїздки на старому автомобілі —  жінка, яка входить в театр
78. 1985 — Ранок приреченої копальні —  епізод
79. 1986 — Аеропорт зі службового входу —  епізод
80. 1986 — Від зарплати до зарплати —  Марія Павлівна, працівниця взуттєвої фабрики
81. 1986 — Очна ставка —  тітка Катя
82. 1987 — Крейцерова соната —  няня
83. 1989 — Аварія — дочка мента —  пасажирка автобуса
84. 1989 — Закон —  покоївка